# Unis pour la Hongrie
Unis pour la Hongrie (en hongrois : Egységben Magyarországért, abrégé en EM) est une coalition politique hongroise fondée le 20 décembre 2020.
Elle réunit les principaux partis d'opposition — Jobbik, Parti socialiste hongrois, Parti du dialogue pour la Hongrie, Coalition démocratique, LMP – Parti vert de la Hongrie et Mouvement Momentum — en vue de battre le Fidesz lors des élections législatives d'avril 2022. Les membres de la coalition présentent également un candidat commun à l'élection présidentielle organisée la même année,.
Courant septembre 2021, les six partis organisent une primaire à l'issue de laquelle le conservateur indépendant Péter Márki-Zay est choisi pour tête de liste de la coalition.

## Histoire
Lors des élections législatives hongroises d' avril 2022, la coalition réalise un résultat bien en deçà des attentes : la coalition est devancée de 20 points par le Fidesz de Viktor Orban.
Dans un sondage Median paru en mai 2022, la coalition s'effondre à 27,1% des voix.

## Résultats électoraux
| Année | Voix      | %     | Rang | Élus     | +/- | Gouvernement      |
| ----- | --------- | ----- | ---- | -------- | --- | ----------------- |
| 2022  | 1 947 331 | 34,44 | 2e   | 57 / 199 | Nv  | Dans l'opposition |